# Roads to Vegas
Roads to Vegas (titulado Caminos a las Vegas en España e Hispanoamérica) es el vigésimo segundo episodio de la undécima temporada de la serie de televisión animada de comedia Padre de familia. dirigido por Greg Colton y escrito por Steve Callaghan, el episodio se emitió originalmente en FOX en los Estados Unidos el 19 de mayo de 2013. El episodio trata a Brian y Stewie mientras se dirigen a Las Vegas con una máquina de teletransporte, que funciona mal y crea dos clones de sí mismos. El episodio fue anunciado por primera vez en la Convención Internacional de Cómics de San Diego 2012
Tras su lanzamiento, el episodio recibió críticas mixtas de los críticos de televisión.

## Argumento
En las festividades del día del orgullo Gay en Quahog, Brian gana entradas para ver a Celine Dion en Las Vegas. Mientras se preparan para viajar, Stewie decide utilizar el nuevo dispositivo de teletransporte en el que ha estado trabajando. Después de que el dispositivo de Stewie parece haber funcionado mal, él cree que no funcionó. Pero en cambio, creó un duplicado de Brian y Stewie que fueron teletransportados a Las Vegas. Los verdaderos Brian y Stewie entonces viajan en avión a Las Vegas. En el registro de un casino, su suerte se hace presente inmediatamente cuando Brian obtiene un premio mayor. La segunda pareja llega y encuentra que su habitación ya está en uso.
A medida que el primer par tiene un buen momento de su vida, el segundo se encuentran en un hotel de tercera categoría. Tratando de tener suerte, pierden rápidamente todo el dinero que traían.
Brian está listo para ir a casa, pero Stewie confiesa que apostó sus boletos de regreso. Brian admite que no puede pedir ayuda después de haber tomado el dinero de Lois. Con el dinero que recibieron de un prestamista, apuestan en un juego de baloncesto y pierden una vez más. mientras que el desafortunado Stewie toma la mochila cargada con dinero en efectivo.
Preparados para salir, el par afortunado se sienta cerca y accidentalmente toma la mochila vacía del par de mala suerte, mientras que el desafortunado Stewie toma la mochila cargada con dinero en efectivo.
Los pares van por caminos separados, un matón del prestamista llega con el par afortunado para que le regresen el dinero y ellos descubren que no tienen dinero en efectivo. El matón pide a Brian decidir a quien matar primero, a él o a Stewie. Brian inicialmente se niega a elegir pero cuando él entra en pánico, le dice al matón que primero al bebé, luego le da un tiro a Stewie en la cabeza, causándole la muerte. El segundo par se preocupa por ser descubierto o que atanenten contra la familia. Stewie sugiere que tal vez deberían matarse y Brian acepta a regañadientes. Ellos se preparan para lanzarse por el balcón superior del hotel, pero Stewie retrocede y Brian cae a su muerte llamando a Stewie ¡¡¡INFELIZ!!!. Un aterrorizado Stewie cae sobre su mochila y encuentra el dinero del otro par que habían ganado.
Al regresar a casa al día siguiente, los sobrevivientes Brian y Stewie se encuentran entre sí en la terminal de autobuses. Después de compartir sus versiones de las historias, Stewie llega a la conclusión de que el dispositivo había hecho clones de sí mismos.
Después de engañarse acerca de cómo sucedieron las muertes de sus respectivos amigos, el afortunado Brian y Stewie desafortunado regresan a casa, mientras que el muerto Afortunado Stewie y Desafortunado Brian se saludan entre sí fríamente en las puertas del Paraíso del cielo.

## Producción y desarrollo

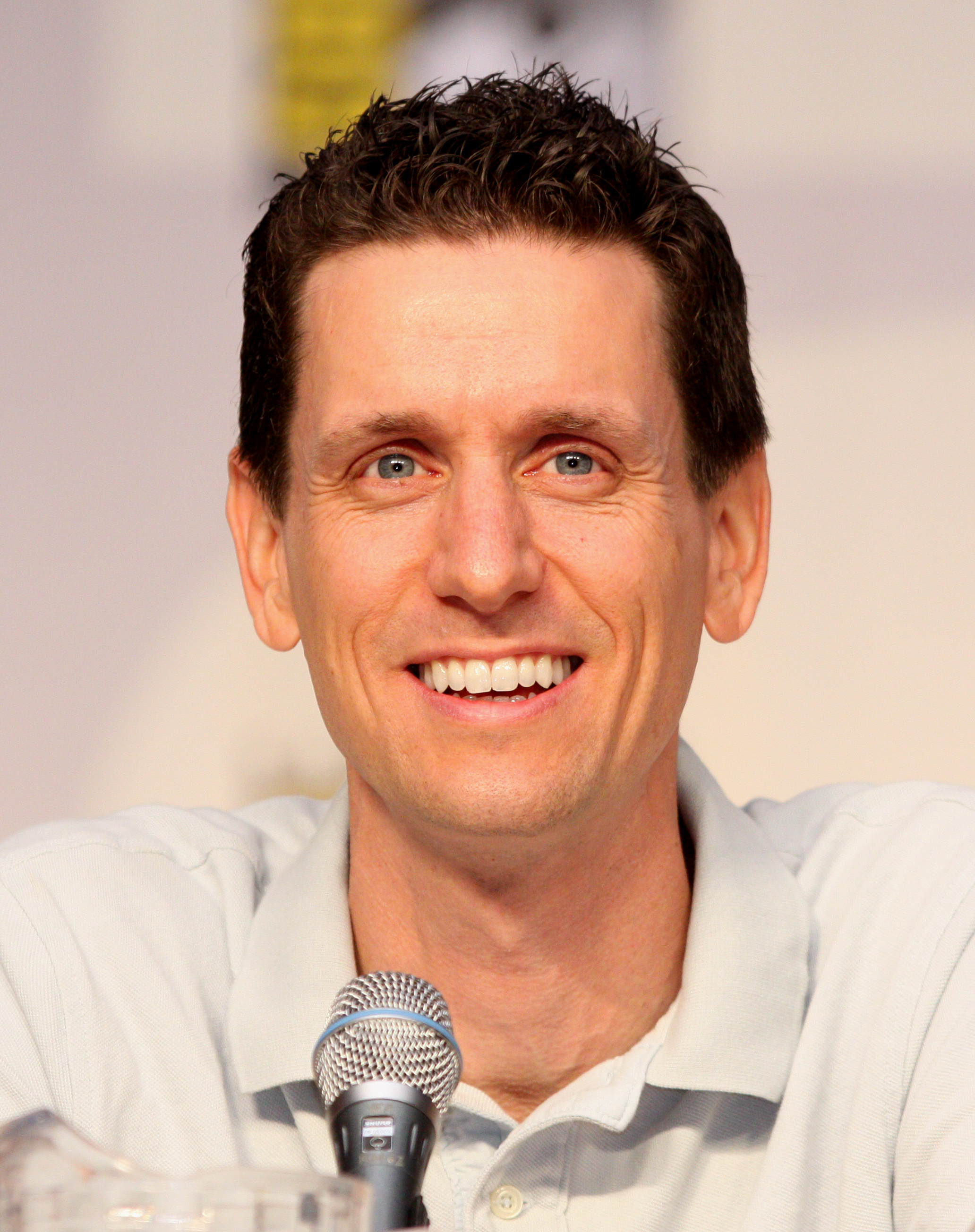
Steve Callaghan escribió el episodio.

"Roads to Vegas es el séptimo episodio de Road to, que han salido a lo largo de la serie. Dirigido por Greg Colton, es el cuarto episodio de la serie Road to... de Colton diriendo, la primera fue "Road to Germany", siendo el segundo de la "Road to the Multiverse", y el tercero es el "Road to the North Pole". El episodio fue escrito por Steve Callaghan, es el primer episodio de la serie "Road to..." de Callaghan.
En julio de 2012, el panel de Padre de familia anunció el episodio en la Convención Internacional de Cómics de San Diego, dando una breve descripción. El episodio fue ratificado como el final de la undécima temporada junto con el estreno de No Country Club for Old Men. En un comunicado de prensa, la televisora Fox lo anunció oficialmente el episodio final y lo describió como:

Stewie y Brian utilizan la máquina del tiempo de Stewie para ir a Las Vegas para ir a un concierto de Bette Midler, pero el caos se produce cuando el mal funcionamiento de la máquina y crea versiones alternas del par: una versión "de suerte" y una "de mala suerte"...

La producción en el episodio comenzó con meses de antelación según el escritor del episodio Steve Callaghan: De hecho, estamos trabajando más de un año antes de tiempo ", Callaghan dice en una entrevista con Hollywood.com. Y agregó "Trabajamos muy por delante Incluso te puedo decir el final [...] la final es un episodio realmente genial llamado" Roads to Vegas. Es como un road show y Stewie y Brian se teletransportan a sí mismos a Las Vegas, pero en el proceso [ellos] no los saben, y crean un duplicado de sí.

## Recepción

### Audiencia
El episodio tuvo 2.6 en la demografía 18-49, y fue visto por 5.28 millones de personas en su estreno original. Fue el espectáculo más visto de la noche de la dominación de la animación en FOX venciendo a los dos episodios de The Cleveland Show y dos episodios de Los Simpson.

### Recepción crítica
El episodio recibió de críticas mixtas a positivas:
Kevin McFarland de The A.V. Club dio al episodio una "B+" diciendo: "No suele ser tan fuerte en los chistes de valores habituales que ponen el espectáculo hacia abajo y las aventuras de Brian y Stewie en coche son más interesantes que la mayoría de los otros personajes."
Carter Dotson de TV Fanatic dio al episodio una calificación de 4.4 y llamó al episodio y episodio y su episodio hermano, "No Country Club for Old Men": ""una representación perfecta de los extremos salvajes de esta temporada." Agregó que "no fue el episodio más divertido, pero la forma en que las historias paralelas y entrelazadas trabajaron por lo menos es muy interesante, sin gran parte del humor perezoso que a veces plagado esta temporada."
John Blabber de Bubbleblabber dio al episodio un siete sobrediez puntaje, diciendo: "Esta temporada [Brian y Stewie] No me dieron el factor "WOW" que otros episodios de B & S. "Por desgracia, yo no sé si este episodio nos dio eso y como una cuestión del hecho es utilizar una trama que poco se ha utilizado antes."
Mark Trammell de TV Equals dijo: "En definitiva, un episodio bien que se benefició de la combinación de enfoques, pero MacFarlane podría querer retirarse tanto la materia del viaje en el tiempo y el "cuadro de ruta" que enfoqua después de éste, ya que el pozo está claramente funcionando en seco. Y agregó "Para decir la verdad, no me reí tanto como yo quería."